# کیلی مک‌اننی
کِیْلی مک‌اِنِنی (انگلیسی: Kayleigh McEnany؛ زادهٔ ۱۸ آوریل ۱۹۸۸) سخنگو، مفسر سیاسی و نویسنده در آمریکا است. او از تحلیلگران سی‌ان‌ان بوده‌است.در سال ۲۰۱۷ او به عنوان سخنگو ملی کمیته ملی جمهوری‌خواه منصوب شد. در فوریه ۲۰۱۹ او به عنوان دبیر مطبوعاتی ملی کمپین ریاست جمهوری ۲۰۲۰ دونالد ترامپ معرفی شد.در ۷ آوریل ۲۰۱۷ او به عنوان دبیر مطبوعاتی کاخ سفید منصوب شد.